# Henry H. Aplin

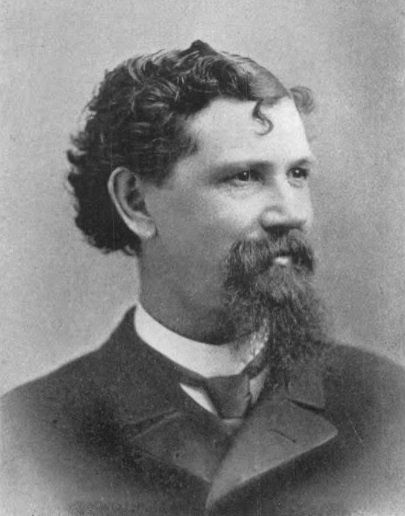
Henry H. Aplin

Henry Harrison Aplin (* 15. April 1841 in Thetford, Genesee County, Michigan; † 23. Juli 1910 in West Bay City, Michigan) war ein US-amerikanischer Politiker. Zwischen 1901 und 1903 vertrat er den Bundesstaat Michigan im US-Repräsentantenhaus.

## Werdegang
Im Jahr 1848 zog Henry Aplin mit seinen Eltern nach Flint, wo er die öffentlichen Schulen besuchte. Zwischen 1861 und 1865 nahm er als Leutnant im Heer der Union am Bürgerkrieg teil. Nach dem Krieg zog er nach West Bay City, wo er im Handel arbeitete. Von 1869 bis 1886 fungierte er als Posthalter dieser Stadt, in der er auch für jeweils drei Jahre Ratsschreiber und Kämmerer war.
Politisch war Aplin Mitglied der Republikanischen Partei. 1884 war er Delegierter zur Republican National Convention in Chicago, auf der James G. Blaine als Präsidentschaftskandidat nominiert wurde. In den Jahren 1886 und 1888 wurde Aplin zum Staatsrevisor (Auditor General) des Staates Michigan gewählt. Außerdem wurde er in West Bay City Geschäftsführer der neugegründeten elektrischen Straßenbahngesellschaft. Dieses Amt übte er bis 1891 aus. Von 1894 bis 1895 saß er als Abgeordneter im Repräsentantenhaus von Michigan. Danach war er zwischen 1898 und 1902 noch einmal Posthalter seiner Heimatstadt.
Nach dem Tod des Abgeordneten Rousseau Owen Crump wurde er bei der fälligen Nachwahl für den zehnten Sitz von Michigan als dessen Nachfolger in das US-Repräsentantenhaus in Washington, D.C. gewählt, wo er am 15. Oktober 1901 sein neues Mandat antrat. Da er für die regulären Wahlen des Jahres 1902 von seiner Partei nicht zur Wiederwahl nominiert wurde, konnte er bis zum 3. März 1903 nur die angebrochene Legislaturperiode im Kongress beenden. Nach seinem Ausscheiden aus dem US-Repräsentantenhaus arbeitete Henry Aplin in der Landwirtschaft. Außerdem befasste er sich mit der Herstellung von Kühleis. Er starb am 23. Juli 1910 in West Bay City.